# 제인 댄슨
제인 댄슨(Jane Danson, 1978년 11월 8일 ~ )은 잉글랜드의 배우이다.